# فرودگاه بامباری
فرودگاه بامباری (به انگلیسی: Bambari Airport) یک فرودگاه همگانی با کد یاتا BBY است که یک باند فرود خاک رس دارد و طول باند آن ۱۵۳۰ متر است. این فرودگاه در کشور جمهوری آفریقای مرکزی قرار دارد و در ارتفاع ۴۷۲ متری از سطح دریا واقع شده‌است.